# Kong Halvdan
 Denne artikel bør gennemlæses af en person med fagkendskab for at sikre den faglige korrekthed.

Halvdan (eller Halfdan) er et drengenavn, der betyder han, der er halvt dansk. Den ældst kendte konge med navnet er Halvdan den Gamle.
Der har været mange danske konger med navnet, og det er svært at skelne dem fra hinanden.

## Halvdan den Gamle
Kong Halvdan den Gamle af "Danmark" fra jernalderen skal være stamfar til  kongerne til middelalderen.

### Hyndluljóð
Han bliver desuden omtalt i Ældre Edda, Flateyjarbók i "Hyndluljoð", vers 14:
| Auði var áðr öflgastr manna, Halfdan fyrri hæstr Skjöldunga; fræg váru folkvíg, þau er framir gerðu, hvarfla þóttu hans verk með himins skautum. | Oversat af H.G. Møller 1870 Åle var forhen ypperst blandt Mændene og Halvdan fordum höjest blandt Skjoldunger; vide spurgtes de Slag, som Heltene sloge; hans Værker rygtedes, så vidt Himlen sig hvælver. |

Og i samme (Ældre) Edda og samme bog (Flateyjarbók) i "ættartölur", "Ættartala frá Höð.
Halvdan den Gamle kan desuden være den Halfdan, der nævnes som stamfar i Beovulfkvadet:
|           |           |           |           |           |           |  |  | Halvdan           |                   |                   |                   |                   |                   |  |  |         |         |         |         |         |         |  |  |  |  |  |  |  |  |  |  |  |  |  |  |  |  |  |  |  |  |
|           |           |           |           |           |           |  |  |                   |                   |                   |                   |                   |                   |  |  |         |         |         |         |         |         |  |  |  |  |  |  |  |  |  |  |  |  |  |  |  |  |  |  |  |  |
|           |           |           |           |           |           |  |  |                   |                   |                   |                   |                   |                   |  |  |         |         |         |         |         |         |  |  |  |  |  |  |  |  |  |  |  |  |  |  |  |  |  |  |  |  |
| Hjargar   | Hjargar   | Hjargar   | Hjargar   | Hjargar   | Hjargar   |  |  | Hroðgar           | Hroðgar           | Hroðgar           | Hroðgar           | Hroðgar           | Hroðgar           |  |  | Helge   | Helge   | Helge   | Helge   | Helge   | Helge   |  |  |  |  |  |  |  |  |  |  |  |  |  |  |  |  |  |  |  |  |
| Hjargar   | Hjargar   | Hjargar   | Hjargar   | Hjargar   | Hjargar   |  |  | Hroðgar           | Hroðgar           | Hroðgar           | Hroðgar           | Hroðgar           | Hroðgar           |  |  | Helge   | Helge   | Helge   | Helge   | Helge   | Helge   |  |  |  |  |  |  |  |  |  |  |  |  |  |  |  |  |  |  |  |  |
| Hjardvard | Hjardvard | Hjardvard | Hjardvard | Hjardvard | Hjardvard |  |  | Hrodrik- Hrodmund | Hrodrik- Hrodmund | Hrodrik- Hrodmund | Hrodrik- Hrodmund | Hrodrik- Hrodmund | Hrodrik- Hrodmund |  |  | Hrodulf | Hrodulf | Hrodulf | Hrodulf | Hrodulf | Hrodulf |  |  |  |  |  |  |  |  |  |  |  |  |  |  |  |  |  |  |  |  |

## Halvdan Bjerggram
Kong Halvdan Bjerggram var en dansk konge i Oplandene i Norge i slutningen af 700-tallet. Måske var han gesandt for kong Sigfred i 782. 
Gram betyder konge, og han var måske konge over bjergene. Eller blot far til kong Godfred. 

### Saxo Grammatici oplysninger
Den danske krønikeskriver Saxo Grammaticus nævner i sin krønike Gesta Danorum Halvdan som søn af Harald, bror til en anden Harald, brorsøn til Frode, sønnesøn af Oluf og oldebarn af Ingjald.
Han nævner Halvdan i 7. bog, kapitel 2 og 3. Han opremser Halvdans liv på følgende måde:

Kapitel 2:
§ 1:
| Perempto Frothone, cum Haldanus ternos circiter annos patriae praefuisset, Haraldo fratri regnandi iure perfunctorie tradito, Ølandiam eique finitimas insulas, quas a Suetiae complexu sinuosus aquarum divellit anfractus, piraticis populatur iniuriis. Ibidem, subductis hieme navigiis ac vallo cinctis, expeditioni terminum dedit. Post haec Suetiae manus iniecit eiusque regem bello consumpsit. Cuius nepotem Ericum, patrui vero sui Frothonis filium, pugna postmodum excepturus, postquam pugilem eius Haquinum hebetandi carminibus ferri peritum didicit, eximiae magnitudinis clavam ferreis consertam nodis tunsionis usibus adaptavit, perinde ac praestigii vires ligneo robore debellaturus. Deinde, cum ceteris conspicuo virtutis habitu praeemineret, inter acerrimos hostium procursus, obnupto galea capite, scuti inops libratum clavae robur in obiecta clipeorum munimina geminae manus ope torquebat. Nec erat ullum tantae soliditatis obstaculum, quod non frustatim adactae molis impulsus obtereret. Quo evenit, ut occursantem sibi in acie pugilem acriori gestaminis impactione subrueret. | Efter Frodes død, da Halvdan havde regeret landet i ca. tre år, lod han regeringsmagten overgå til broderen Harald, mens Halvdan selv rejste ud på sørøvertogt, hvor han plyndrede Øland samt dets naboøer, som er skilt fra Sverige af et bugtet farvand. Her trak han sine skibe op på land om vinteren og omsluttede dem af en vold, hvor han efter tre år endte sit togt. Herefter angreb han Sverige og fik på slagmarken landets konge dræbt. Han ville gerne møde Erik, kongens barnebarn, der var hans onkel Frodes søn, i kamp, men da han hørte, at Erik havde en kæmpe, der hed Håkon, som med trolddomskvad gjorde sværd sløve, lod han fremstille en enorm kølle med jernknopper som slagvåben, for, med træets styrke, at udrydde magiens kilde. Da han nu var så tapper, at ingen var hans ligemand, kastede han sig (med hjelmklædt hoved, men uden skjold) midt ind i mængden af fremrykkende fjender og brugte begge hænder til at svinge den vældige kølle mod alle skærmende skjolde. Og ingen blokering var i stand til at modstå slagene fra det mægtige våben, som sprængte alt i stykker, så da kæmpen gik imod ham i kampens hede, lagde han ham til jords med ét eneste slag af sin kølle. |
| § 2: | |
| Victus tamen et in Helsingiam fuga delapsus, Witolfum quendam, olim Haraldo militantem, saucii corporis curam petiturus accessit. Hic, in castris maiore aetatis parte consumpta, tandem in huius provinciae solitudinem post tristia ducis fata concesserat ibique rusticae vitae cultu consueta militiae studia relaxabat. Qui, quod hostilibus saepe telis petitus fuerat, non infirmam medendi peritiam assidua vulnerum suorum curatione contraxerat. Si quis vero operam eius blandimentis exposceret, hunc medelae loco occulta laesionis noxa afficere solitus erat, aliquanto speciosius beneficia minis quam adulatione exposci iudicans. Idem Erici milites penatibus suis occupandi Haldani cupidine imminentes ita videndi officio spoliavit, ut propinquas aedes nec prospectu capere nec certis possent vestigiis indagare. Adeo luminum usum nubilus quidam error obtuderat. | Han led dog alligevel nederlag og flygtede derfor til Hälsingland; der opsøgte han en mand, der hed Vitolf, som før havde tjent i Haralds hær, for at få læget sine sår. Vitolf havde levet med krigere en stor del af sit liv, men havde, efter sin herres sørgelige endeligt, trukket sig ud i ødemarken, og havde stoppet sit liv som kriger for i stedet at lære sig levevis for en bonde. Da han tit havde været udsat for fjendtlige spyd, havde han samlet erfaring i lægekunst ved at undersøge sine egne sår. Men hvis én forsøgte at få hjælp af ham ved at bede smigrende, gav han dem tit midler, der skadede dem i stedet for at helbrede, For han så sådan på det, at det var flottere at true sig til noget, end at indsmigre sig til det. Da Eriks mænd ilede hen imod huset, blindede Vitolf dem, så de hverken kunne øjne bygningen, selvom den var nær, eller finde vej til huset, selvom sporene var tydelige. Så grundigt havde tågen formørket synet. |
| § 3: | |
| Cuius opera Haldanus virium integritatem adeptus, accito Thorone, conspectioris ingenii pugile, Erico bellum denuntiat. Quem cum, productis e diverso copiis, militum numero praestare conspiceret, occultatam agminis partem inter propinquos viae frutices delitere praecepit, hostem per angustiora semitae compendia gradientem insidiis consumpturus. Quod praevidens Ericus, explorata progrediendi facultate, secessu utendum putavit, ne proposito incedens tramite hostium dolis inter praeruptos montium urgeretur anfractus. Igitur apud convallem arduis montium iugis utrimque consaeptam mutuis viribus pugna conseritur. In qua Haldanus inclinatam suorum aciem conspicatus, frequentem saxis rupem cum Thorone conscendit indeque erutas moles in subiectum hostem devolvit, quarum pondere et ruina aciem in occiduo constitutam oppressit. Quo evenit, ut victoriam, quam armis amiserat, cautibus recuperaret. Ob cuius facti virtutem Biargrammi cognomen accepit, quod vocabulum ex montium et feritatis nuncupatione compactum videtur. Igitur apud Sueones tantus haberi coepit, ut magni Thor filius existimatus divinis a populo honoribus donaretur ac publico dignus libamine censeretur. | Efter hans sår var lægt, tilkaldte han Thore, en talentfuld kæmpe, og erklærede krig mod Erik. Da Eriks mænd nu rykkede frem fra den ene side, og Halvdan så, at Erik havde mange flere mænd end ham selv, holdt han nogle af sine mænd uden for synsvinkel og befalede dem at gemme sig mellem vejens buske, for på den måde at lægge en fælde for Eriks mænd, når de ville gå via en smal sti for at nå hurtigere frem. Men Erik forudså det, og efter at have set på mulighederne for videre fremrykning, besluttede han at trække sine mænd tilbage for ikke at gå i fjendens fælde og blive mast mellem skræntede, bugtede klippevægge, når han gav sig til at følge førsttænkte vej. Så det blev i en dal omgivet af stejle klipper, at kampen mellem de to hære kom til at foregå. Da Halvdan så sine egne rækker skrante, klatrede Thore og han op på en bjergskrænt med sten og klipper, sled nogle store klippestykker løs og rullede dem ned mod fjenden, hvor de maste den fjendtlige hær. Enden blev, at han brugte sten til at trække sejren i land i et slag, hvor den med våben ville være gledet fra ham. Denne bedrift gav ham tilnavnet Bjergram, som må være sat sammen af ord for »bjerg« og »vildskab«. Dermed fik svenskerne så store tanker om ham, at de så ham som den mægtige Thors søn, befolkningen hyldede Halvdan som en guddom og så ham værdig nok til at modtage ofringer af folket. |
| § 4: | |
| Sed quoniam aegre devictorum ingenia quiescere solitum est et in vetitum semper subactorum obluctatur improbitas, accidit, ut Ericus, dum fugae damnis consulere studet, subiectas Haldano provincias attentaret. Sed ne Daniam quidem ab hoc saevitiae genere immunem reliquit, perquam dignum existimans eius lacessere patriam, per quem sua abactus fuerat. Ita, dum iniuriam inferre quam repellere maluit, Suetiam armis hostilibus liberavit. Quippe cum Haldanus Haraldum fratrem ab eo tribus devictum proeliis quarto occisum cognosset, amittendi imperii metu, relictis Sueonum agris, patriam repetere coactus est. Ita Ericus, quo facilius Suetiae regnum deseruit, hoc celerius recepit. Quem si fortuna aeque in retinendo regno ac recuperando instruere voluisset, nequaquam Haldano prendendum dedisset. Cuius captionis modus hic erat. | Men de overvundne har ofte svært ved at tilfredsstille sig, og dem, der er undertvunget er altid frække nok til at stå imod og gå imod sejrherren, og sådan gik det også for Erik: da han forsøgte at genvinde det mistede ved flugten, angreb han landene, Halvdan regerede. Han skånede end ikke Danmark for sine barske overfald – han mente, han havde ret til at forfølge Halvdan i sit fædreland, når Halfdan havde forjaget ham fra sit. Han foretrak selv at begå misgerninger frem for at befri sig for dem, men det lykkedes ham netop derfor, at få befriet Sverige for fjenderne. For da Halvdan hørte, at Erik havde besejret hans bror Harald i kamp tre gange og dræbt ham fjerde gang, syntes han, at han var tvunget til at tage fra Sverige og tage til sit eget land for ikke at miste magten. Resultatet var at lige så let Erik havde forladt sit rige, lige så let fik han det igen. Men hvis skæbnen havde tænkt på at lære ham at holde på riget, som den havde lært ham at få det igen - så havde den ikke ladet Halvdan tage ham til fange. Det skete således: |
| § 5: | |
| Reversus in Suetiam Haldanus, occultata per insidias classe, binis obviam Erico navigiis proficiscitur. A quo denis petitus variis navigationis reflexibus ad occultum suorum agmen relabitur. Quem longius insequente Erico, Danica ponto classis emergit. Circumventus itaque Ericus oblatum sibi sub serviendi condicione spiritum repudiavit lucemque libertati praeferre non passus, mori quam obsequi praeoptavit, ne vitae cupiditate ex libero servus evadere videretur aut, quem nuper fortuna aequasset, novo famulatus officio coleret. Adeo salutem dedecore mercari virtus ignorat. Compeditus igitur et ad loca feris pervia relegatus, indignum tanta animi maiestate exitum habuit. | Da Halvdan vendte tilbage til Sverige, var han så snu at skjule hele sin flåde og sejle mod Erik med to skibe. Da Erik derefter angreb ham med ti skibe, sejlede han sig af en kurvet rute tilbage til skjulestedet, hvor hans hovedstyrke lå. Erik fulgte ham for langt væk - og danskerflåden dukkede op. Erik var altså gået direkte i fælden, og da Halvdan tilbød ham hans liv, til gengæld for slaveri, afslog han: han ville ikke ofre sin frihed for livet og ville hellere dø end adlyde andre, for ingen skulle sige at han frygtede døden så meget, at han ville bytte sin frihed med trældom, eller være slave for en mand, der havde været hans ligemand. Nej, en modig mand kan ikke købe sit liv mod ydmygelse og skam. Så blev han lagt i jern og lagt i den frie natur hos de vilde dyr – meget uværdigt for et kongeligt sind. |
| § 6: | |
| Haldanus, gemini regni imperio potitus, opinionis suae titulum tribus honestatis gradibus decorabat. Erat enim condendorum patrio more poematum peritia disertus nec athletica minus virtute quam regia potestate conspicuus. Audiens autem vegetioris ingenii piratas Tokonem et Anundum circumpositis imminere provinciis, maritima pugna tentatos oppressit. Nihil enim veteres claritate magis expetendum ducebant, quam non opum fulgor, sed armorum industria peperisset. Itaque seditiones amplecti, instaurare lites, otia fastidire, paci militiam anteferre, virtutum, non rerum aestimatione censeri, plurimum voluptatis in proeliis, minimum in conviviis reponere clarissimis quondam viris curae exstitit. | Nu regeredes to riger af Halvdan, og han blev berømt for tre ting: Han var en dygtig digter af danske vers, og han var en lige så god kriger, som han var en god konge. Da han hørte, at to arbejdsomme sørøvere, Toke og Anund, angreb landene omkring ham, rejste han til dem, og fik dem dræbt i et søslag. Før i tiden sagde man jo, at intet var bedre at opnå end berømmelse, ikke berømmelsen man fik med rigdommen, men berømmelsen man vandt ved udholdenhed i kamp. Derfor var mændene på det tidspunkt opsatte på at skabe oprør og splittelse, de kunne ikke udstå ro, foretrak krig frem for fred, ville ses på, efter det de kunne, ikke efter det de ejede, de var gladest i slag og kamp og tværest ved selskaber og fester. |
| § 7: | |
| Sed neque diu Haldano aemulus defuit. Nam Sywaldus quidam, claro admodum loco natus, apud Sueonum contionem, Frothonis ac coniugis eius exitio flebiliter memorato, tantum Haldani odium paene omnibus ingeneravit, ut plurimorum suffragiis novarum rerum licentiam assequeretur. Nec solo vocum favore contentus adeo plebis animum ambitionis artibus occupavit, ut omnium fere manus ad regium insigne capiti suo imprimendum adduceret. Hic septem filios habebat tanto veneficiorum usu callentes, ut saepe subitis furoris viribus instincti solerent ore torvum infremere, scuta morsibus attrectare, torridas fauce prunas absumere, exstructa quaevis incendia penetrare, nec posset conceptus dementiae motus alio remedii genere quam aut vinculorum iniuriis aut caedis humanae piaculo temperari. Tantam illis rabiem sive saevitia ingenii sive furiarum ferocitas inspirabat. | Men Harald var ikke længe i fred uden en udfordrer til tronen. For Sigvald, en mand af god slægt gik frem for svenskerne på ting og mindede dem om, med gråden i halsen, hvordan Frode og hans kone var døde, og dermed opildnede han sådan folket til at hade Halvdan, at han fik, med et stort flertal, tilladelse til at gøre oprør mod ham. Han nøjedes ikke bare med deres stemmer, men smigrede for folket, så han overtalte også snart de fleste til at give ham kronen. Sigvald havde syv sønner, der var så gode til trolddom, at de tit i et anfald af blind raseri kunne finde på at udstøde skrækindjagende brøl, bide i skjoldene, spise glødende kul og hoppe igennem bål. Og når deres vanvid først var startet, var der intet der kunne få det til at høre op, før de blev overfaldet og bundet fast eller havde slukket blodtørsten. Enten var det naturen eller sindssygdom, der fremkaldte dette vanvittige raseri. |
| § 8: | |
| Quibus auditis, Haldanus, ut erat circa piraticam occupatus, expedire militibus dixit, ut, qui in exteros hactenus desaevierint, nunc civium visceribus ferrum adigant ereptique regni iniuriam propulsent, qui dilatandi curam gerere consueverint. Quo imminente, Sywaldus missis ad eum legatis iubet, si famam factis aequaret et tantus re esset, quantus opinione censeretur, se suamque subolem pugna solus excipiat privatoque periculo publicum redimat. Eo deinde respondente legitimae dimicationis formam duorum numerum excedere non debere, nil mirandum, inquit Sywaldus, hominem caelibem proleque vacuum oblatos detrectare congressus, cui inops caloris natura deforme corporis animique frigus incusserit. Nec liberos ab eo diversos exsistere, quem suae generationis auctorem habuerint, quod ab ipso commune nascendi principium traxerint. [5] Ita se ac filios unius hominis loco censendos esse, quibus veluti unum corpus a natura tributum videatur. | Da Halfdan hørte om det, var han på sørøvertogt, men med det samme bad han sine krigere holde sig kampklar – indtil nu havde de kæmpet mod andre folkefærd, nu skulle de stikke sværdet i landsmændenes indvolde. Indtil nu havde de kæmpet for at få riget udvidet, nu skulle de forhindre dets undergang. Da Halvdan kom tæt på, sendte Sigvald bud til ham og opfordrede ham til at stille sig alene mod ham selv og hans sønner og dermed vove sit eget liv for redning af sit folks – hvis han ellers levede op til sit rygte og var en stor helt i virkeligheden, som han jo var i folkemunde. Halvdan svarede, at reglerne bød, at der ikke måtte deltage flere end to mennesker i tvekampen, men til det sagde Sigvald, at det jo nok ikke kom bag på nogen, at en mand uden kone og børn tøvede ved at tage imod udfordringen, for sådan en mand har en kedelig karakter, der skaber en hæslig kulde i både krop og sjæl. Man kunne ikke se forskel mellem sønnerne, og manden der havde undfanget dem, for i ham lå deres fælles kilde. Derfor måtte hans sønner og han selv ses som et menneske, der på en måde var det samme kød fra fødslen. |
| § 9: | |
| Cuius convicii rubore permotus Haldanus provocationi parere coepit, tam contumeliosam caelibatus exprobrationem egregiis virtutis operibus pensaturus. Cumque per opacam forte nemoris indaginem graderetur, haerentem obiter quercum humo radicitus eruit solisque spoliatam ramis in solidam clavae speciem transformavit. Quo gestamine fretus tali carmen brevitate compegit: | Hånen fik Halvdan til at krympe sig, så han ville tage imod udfordringen og besvare latterliggørelsen af, at han var ugift med et smukt bevis på ægte mod. Og da han på vejen gik gennem en skovegn med meget skygge, tog han egetræet, der stod på vejen, trak det op af jorden med rod, og lavede det til en kølle ved at fjerne grenene. Med køllen i hånden gik han mildt videre mens han sang dette korte digt: |
| § 10: | |
| En rude, gerimus obnixo vertice, pondus vulnera verticibus exitiumque feret. Sed neque frondosi gestamen roboris ullum omine Gøtenses horridiore premet. Ardua comminuet nodosi robora colli et cava silvestri tempora mole teret. Clava quidem, saevum patriae domitura furorem, nulla magis Suetis exitialis erit. Ossa domans lacerosque virum libranda per artus impia praerupto stipite terga premet, cognatos pressura lares, fusura cruorem civis et in patriam perniciosa lues. His dictis Sywaldum cum septem filiis attentatum, acerrimas eorum vires eximia clavae mole frustratus exitio tradidit. | Se, det værdigte liv, som jeg hev fra skovmængden op; denne min vægt jeg bær, tung skal den fjender slå ned. Trækøllens styrke, som kommer fra blade i skoven, vil jeg, mod gøternes kæmper, nu skrækkeligt slå. Den skal nu længere knuse til stivede nakker knækker, tungt af skov skal den slå, tindingen splintre itu. Køllen skal dæmpe det vanvid, der er mod mit rige begået; køllen er sikkerligt slem, aldrig af svenskerne set. Den skal slå hårdere ned, og krigernes knogler nu knuse, ondt skal min kølle af træ, rygstykker, falskes, slå suse mod landsmænd'nes hjem, og sprede blodet i egne, vandre som ondsindet pest gennem min egen strand. Efter den udtalelse angreb han Sigvald og hans syv sønner. Deres store kræfter kunne ikke stille noget op mod hans enorme kølle, og han fik dem alle dræbt. |
| § 11: | |
| Ea tempestate Harthbenus quidam ab Helsyngia veniens raptas regum filias stupro foedare gloriae loco ducebat, illum perimere solitus, a quo peragendae Veneris usu prohiberetur, illustres nuptias humilibus praeferens tantoque se clariorem existimans, quanto splendidiores concubitus per vim assequi potuisset. Nec ultionem effugit, qui se ei comparatione virtutis aequare praesumeret. Tanta vero corporis magnitudine erat, ut novem cubitis proceritatis eius dimensio tenderetur. Huic duodecim athletae contubernales fuere, quibus officio erat, quoties illi praesaga pugnae rabies incessisset, vinculorum remedio oborti furoris impetum propulsare. Ab his Haldanus Harthbenum eiusque pugiles viritim impetere iussus non solum certamen spopondit, sed etiam victoriam sibi ingenti verborum fiducia promisit. Quo audito, Harthbenus, repentino furiarum afflatu correptus, summas clipei partes morsus acerbitate consumpsit, igneos ventri carbones mandare non destitit, raptas ore prunas in viscerum ima transfudit, crepitantia flammarum pericula percurrit, ad postremum omni saevitiae genere debacchatus in sex athletarum suorum praecordia furente manu ferrum convertit. Quam insaniam illi pugnandi aviditas an naturae ferocitas attulerit, incertum est. Haldanum deinde residua pugilum manu petivit. A quo mirae granditatis malleo contusus vita ac victoria caruit deditque poenas et Haldano, quem provocaverat, et regibus, quorum sanguine per vim potitus fuerat. | På det tidspunkt kom der en vis Hartben ude fra Hälsingland. Han så det som en stor bedrift at voldtage prinsesser og plejede at myrde alle, der forsøgte at forhindre ham i hans affærer. Han foretrak fornemme kvinder frem for de almindelige, og så sig selv blive en mægtigere mand, jo flere kongedøtre han voldtog. Og ingen gik fri for straf, hvis de vovede at påstå, at de havde hans lige i tapperhed. Han var så stor, at han var hele ni alen høj. Han havde tolv kæmper med sig, hvis opgave var at lænke ham for at dæmpe hans vildskab, hver gang han blev rasende på den måde, der ofte medførte vold. Nu udfordrede de Halvdan til kamp mod Hartben og hans kæmper, mand til mand, og Halvdan gik ikke kun med til at kæmpe, men sagde selvsikkert, at han nok skulle vinde. Da Hartben hørte det, kom vanviddet over ham: han bed toppen af sit skjold af, det rørte ham ikke at sluge kul, for han gnaskede kulstykker med selve munden, så de faldt direkte ned til hans indre, han løb gennem blussende, livsfarlig ild, og til sidst blev han så afsindig, at han stak sværdet igennem halvdelen af sine kæmper. Om han blev vanvittig af kamplyst, eller om det var af medfødt brutalitet, kan ikke siges med sikkerhed. Bagefter gik han mod Halvdan med de tiloversblevne kæmper. Men Halvdan maste ham ved hjælp af sin kæmpestore kølle og tog således både sejren og livet fra ham, og Hartben kom dermed til at bøde for sine handlinger, ikke kun dem, han begik mod Halfdan, som han jo havde udfordret, men også dem, han havde begået mod kongerne, hvis døtre han havde røvet.                                                                                              |
| § 12: | |
| At quoniam Haldano fors inopinas pugnae causas porrigere consuevit, quasi numquam virium eius experimentis contenta, accidit, ut Egtherus Fynnensis piratico Sueones molestaret incursu. Quem Haldanus ternis adortus navigiis (nam et ei totidem esse compererat), cum, nocte proelium finiente, debellare non posset, postera die ex provocatione secum decernentem oppressit. Deinde cum Hatheri reguli filiam Thorildam a Grimmone, eximiarum virium athleta, sub duelli comminatione expeti comperisset, edictumque a patre esset potiturum ea, qui pugilem amovisset, quamquam ad senectutem caelebs pervenerat, non minus reguli promissione quam athletae petulantia concitatus Norvagiam petit. | Halvdan fik tit af skæbnen uventede muligheder for at kæmpe, som om den aldrig trættedes af at prøve hans kræfter, for Edgar, en finnehøvding, plagede tit svenskerne med sørøverfærd. Halvdan angreb ham med tre både – for han havde hørt, Edgar havde samme mængde – men da slaget sluttede om natten, uden Halfdan havde vundet, udfordrede han Edgar til tvekamp næste dag og dræbte ham. Senere hørte han, at en meget stærk kæmpe, der hed Grimme, ville have underkongen Haders datter Thorild som sin kone, og havde truet med tvekamp, hvis han ikke fik hende. Hader udtalte, at den der kunne slå kæmpen skulle have Thorild - Halvdan var jo ugift og var ved at blive gammel, så han var lige så lokket af kongens belønning, som han følte sig stødt af kæmpen, og han besluttede sig for at rejse mod Norge. |
| § 13: | |
| Qua inita, cunctas agnitionis suae notas adulterina oris illuvie respergens, ut pugnae locum accessit, prior ensem destringit. Quem ad hostilem sciens obriguisse conspectum humi deiecit, alioque vagina submoto Grimmonem appetens extremos loricae nexus cum occidua clipei parte persecuit. Quod factum Grimmo admiratione prosecutus: 'Vetulum', inquit, 'acrius dimicantem non memini', statimque ferrum exserens obiectam gladio parmam penetrabili sectione convulsit. Cuius immorantem ictui dextram Haldanus nihil haesitans obvia ferri celeritate corripuit. Ille nihilo minus laeva gladium stringens ferientis femur transegit, mutilati corporis ultionem exiguo vulnere prosecutus. Victor Haldanus victo residuum vitae pecunia redimendi potestatem fecit, ne imbelli et manco miseras animae reliquias deformiter adimere videretur. Quo facto tantum se paene in servando hoste egit, quantum gesserat in vincendo. Cuius victoriae praemium Thorildae nuptiis assecutus filium ex ea Asmundum sustulit, a quo se Norvagiae reges originem duxisse magni aestimant, ab Haldano sollemnem generationis suae seriem retexentes. | Da han nåede til Norge gjorde sig ugenkendelig ved at smøre skidt i ansigtet, og da han nåede fram til pladen, hvor tvekampen skulle holdes, trak han sit sværd som den første. Men Grimme havde med sit blik gjort sværdet sløvt, så Halvdan smed det, skyndte sig at trække et andet op af skeden, angreb Grimme og huggede gennem den nederste del af både hans brynje og skjold. Grimme blev forbavset og råbte: »Aldrig tidligere har jeg set en gammel mand slå så godt fra sig!« Samtidig trak han sværdet, og med et skærende hug kløvede han Halvdans skjold. Men Grimme nåede ikke at trække hånden til sig, før Halvdan med et lynhurtigt hug, skar den af. Alligevel tog Grimme sværdet i venstre hånd og stak sværdet i sin modstanders lår, så Halvdan fik et ringe sår for at have berøvet Grimme en kropsdel. Halvdan havde vundet og gav den besejrede lov til at købe resten af st liv for penge, så man ikke skulle sige om ham, at ham ville stjæle den sidste rest af livet hos en krøbling. Så han viste både sin storhed ved at besejre modstanderen, og ved at lade modstanderen beholde livet. Som belønning fik han Thorild til kone, og han fik med hende en søn ved navn Asmund, som norske konger praler af at nedstamme fra, så de kan føre deres kongelinje helt op til Halvdan. |
| Kapitel 3: | |
| § 1: | |
| Post haec cum Ebbo, pirata plebeii generis, ad splendida coniugia capessenda virtutis fiducia concitatus, Sygrutham, Gothensium regis Unguini filiam, postularet ac praeterea Gothici regni dimidium in dotem expeteret, super matrimonii admissione consultus consensum falso spondendum monuit seque nuptias frustraturum promisit. Quin etiam sedendi locum sibi inter convivarum discubitus assignari praecepit. Probante consilium Unguino, omnem regiae dignitatis speciem peregrina corporis deformitate corrumpens noctuque nuptiis superveniens, occurrentibus formidini fuit, maiorem humano habitu virum advenisse mirantibus. Qui mox ut regiam intravit, circumspectis omnibus, quaerit, quis proximum regi discubitum occupaverit. Ebbone deinde futurum Unguine generum eius lateri coniunctum dicente, per summam verborum iracundiam percontatur, qua vesania quibusve furiis eo petulantiae adductus sit, ut despicabiles generis sui sordes eximiae nobilitatis splendori miscere praesumat rusticasque manus regiae genti inserere audeat, nec id quidem expetere contentus etiam alieni regni consortium captare videatur. Deinde eum ferro secum decernere iubet, non prius voto quam victoria potiturum. Quo nocturnum monstris certamen, diurnum hominibus congruere respondente, ne temporis excusatione pugna abnui posset, lunae splendore diem aequari perhibuit. Taliter adactum pugnae Ebbonem, convivio in spectaculum verso, prostravit nuptiasque exsequiis mutavit.          | Et stykke tid efter var der en sørøver af god slægt ved navn Ebbe, der havde så høje tanker om dig selv, at han ledte efter en fornem hustru og bejlede til Sigrud, kong Ungvin af Götlands datter – og han forlangte endda halvdelen af gøterriget i medgift. Göterne spurgte Halvdan, om de kunne gå ind på det, og han svarede, at de skulle lade som om, de accepterede, så sørgede Halvdan for at ødelægge brylluppet. Göterne skulle blot reservere en plads til ham mellem de andre gæster. Ungvin tog imod det gode råd, og Halvdan skjulte sin kongelige værdighed bag usselt tøj, før han gik af sted til brylluppet. Alle han mødte, blev skræmte og forundrede over, hvad det var for en kæmpstor mand, der kom. Da han var kommet ind i kongens hal, så han sig omkring og spurgte, hvem det var, der sad ved siden af kongen. Da Ebbe så svarede, at han, som jo sad ved Ungvins side, var Ungvins kommende svigersøn, spurgte Halvdan rasende om han var blevet sindssyg, når han troede, at han kunne tillade sig at blande sin beskidte fattige bondeslægt med en meget fornem kongeslægt og overhovedet røre en prinsesse med sine bondenæver, og – som om det ikke var nok – også ville have del i en anden persons rige. Han udfordrede Ebbe til tvekamp og erklærede, at først når Ebbe havde vundet kampen fik han sin vilje. Ebbe svarede ham, at uhyrer sloges i nattemørket, mennesker kæmpede om dagen, men Halvdan indvendte, at månens lys var så klart, som om det var højlys dag, så Ebbe ikke kunne afslå tvekampen på grund af tidspunktet. Så tvang han Ebbe til kamp, og festsalen blev til en kampplads, hvor Halvdan slog ham og forvandlede dermed bryllup til begravelse. |
| § 2: | |
| Qui interiectis annis in patria decedens, cum sine liberis esset, regias opes Unguino testamento legavit eumque regem constituit. Hic postmodum ab aemulo, cui Regnaldo nomen erat, bello oppressus filium Sywaldum reliquit. | Efter nogle år døde han i sit eget rige, og da han ikke havde nogen børn, testamenterede han alle sine skatte til Ungvin og gjorde ham til konge. Han faldt dog senere i kamp mod tronprætendenten Regnald. Han efterlod sig sønnen Sigvald. |

## Halvdan (Godfreds bror)
Kong Halvdan af Vestfold og Østfold var bror til Gudfred/Gøtrik/Gudrød og døde inden 810.[kilde mangler] Han skal være myrdet af Gudfred/Gøtrik/Gudrød på foranledning af Dronning Åse.[kilde mangler]
Snorri Sturluson nævner et kvad af skjalden Thjodolf den Hvinverske:
Så siger Thjodolf:
Hver mand ved,

at Halvdan

savnet blev

af fredens mænd

for Hel selv

til stenrøse

tjodkongen

på Toten tog;

og Skæreid

i Skiringssal

står bøjet over

brynjekongen

## Halvdan Lodbrogsøn
Kong Halvdan var den ene af mindst fem danske konger, som sammen angreb England i 869. Rimeligvis den samme, som den forrige Halvdan.[kilde mangler] Måske døde han 876 eller 877 i Irland. Det var nok ham, der i 873 sammen med sin bror Sigurd Orm-i-Øje sluttede fred med Ludvig den Tyske.

## Fodnoter
1. ↑  Det er en mærkelig oplysning, eftersom Saxo nævner i kapitel 2, § 13, at Halvdan fik sønnen Asmund. Der foreligger den mulighed, at Asmund døde i mellemtiden; at Halvdan havde forladt sin norske hustru i Norge og ladet deres barn blive konge dér uden at lade ham blive konge af Danmark som det opfattes hos Peter Erasmus Mueller i hans Om kilderne til Saxos 9 første bøger og deres troværdighed, s. 97; eller at Saxo døde, før han nåede at rette flertydigheden (den teori er mest udbredt). I værket "Dansk litteraturhistorie" holder de sig til teorien om, at Saxo døde før han fuldførte værket, for der er også andre tegn, der tyder på det, eks. personer der optræder uden at være introduceret, og handlinger, der bliver gentaget få paragraffer efter hinanden (som det ses i afsnittet om Ingjald)